# Flusso omoentropico
Un campo di flusso aerodinamico si definisce omoentropico quando l'entropia è costante in tutto il campo.
Dalla legge di bilancio dell'energia si dimostra che in fluido ideale stazionario l'entropia si mantiene costante lungo una linea di corrente, perciò se l'entropia a monte è costante per tutte le linee di corrente, essa sarà uniforme in tutto il campo.
L'ipotesi di flusso omoentropico è una delle approssimazioni più forti dell'aerodinamica ed è ipotesi base per molte leggi fondamentali come il teorema di Bernoulli.